# 贡水河大桥
贡水河大桥，原名忠建河大桥，是位于中国湖北省宣恩县晓关侗族乡倒洞塘村的一座公路斜拉桥，跨越贡水河，是安来高速公路恩施－来凤段（恩来高速公路）的控制性工程和主跨最长的桥梁，大桥全长1063米，主桥长760米，主跨长度400米，主塔高度245米，桥面至桥下水面的高差约260米。大桥总造价4.1亿元，由中交第二航务工程局有限公司承建，于2011年8月22日正式开工，2014年12月26日正式通车。

## 设计
大桥包括南岸引桥、北岸引桥、主桥三部分；其中南岸引桥为5×40米预应力混凝土先简支后连续刚构T型梁桥，北岸引桥为3×30米现浇预应力混凝土箱梁桥，主桥为双塔双索面钢桁加劲梁斜拉桥，跨径布置为：46米+134米+400米+134米+46米。
主桥上部结构采用钢桁加劲梁，由11240吨钢梁拼装组成。主要由主桁、横向连接系、上、下平联组成。主桁采用焊接整体节点结构形式。横向连接系包括上、下横梁及横梁腹杆。为增强主桁整体性，在桁梁端头、拉索处、主塔附近均设置有横向联结系。引桥下构采用矩形实心或空心墩，基础为桩基础，桥台采用U台，基础为扩大基础。
主塔采用“H”形设计，塔高245米，塔身由上塔柱、下塔柱、上横梁、下横梁组成。全桥共设64对斜拉索，采用直径7毫米镀锌高强钢丝，最长斜拉索长222.114米，重15.237吨，斜拉索两端均为冷铸锚，塔端张拉。

## 建设历程
- 2011年8月22日，大桥正式开工。[3]
- 2011年10月31日，举行主桥主体工程开孔仪式。[9]
- 2013年7月12日，大桥主塔封顶。[10]
- 2014年7月28日，大桥合龙。[11]
- 2014年12月26日，大桥与恩来高速公路一并正式通车试运营。[7]